# John Fleming (naturalist)
John Fleming (n. 10 ianuarie 1785, Bathgate, Linlithgowshire, Scoția – d. 18 noiembrie 1857, Edinburgh) a fost un preot, zoolog și geolog scoțian, care, prin activitatea sa științifică, s-a impus ca autoritate în descrierea și clasificarea științifică zoologică.

## Studii
A studiat la Universitatea din Edinburgh, pe care a absolvit-o în 1805. În 1814, devine doctor în teologie la Universitatea St. Andrews.

## Cariera de preot
A devenit preot în anul 1806, fiindu-i repartizată parohia Bressay, din Scoția. A fost hirotonisit în 1808. În perioada 1808 - 1834, a slujit ca preot paroh în diverse parohii scoțiene.

## Activitatea științifică și didactică
John Fleming a fost membru activ al mai multor societăți științifice și a publicat mai multe lucrări de specialitate în domeniul zoologiei și geologiei. Pe lângă activitatea științifică a avut și o bogată activitate didactică.
În 1808, participă la fondarea unei societăți științifice consacrate istoriei naturale, numită Wernerian Society (Societatea Werneriană). Pe 25 februarie 1813 devene membru al Societății Regale din Edinburgh.
În 1822, publică lucrarea The Philosophy of Zoology (Filozofia zoologiei). În 1824, începe o celebră dispută științifică cu geologul William Buckland (1784-1856) asupra naturii Potopului biblic.
În 1828, publică A History of British Animals (O istorie a animalelor din Marea Britanie), lucrare de referință în domeniul zoologiei și geologiei, care tratează nu numai speciile actuale, ci și speciile fosile. El explică prezența fosilelor prin schimbările climaterice: speciile dispărute aici pot supraviețui în alte regiuni, unde condițiile climaterice le sunt favorabile. Aceste teorii au contribuit la progresul biogeografiei. Au exercitat o anumită influență și asupra lui Charles Darwin (1809-1882).
În 1834 devine profesor titular la catedra de filozofie naturală de la Universitatea și Colegiul Regal din Aberdeen. Ulterior, din 1845, predă istoria naturală la New College din Edinburgh.
În 1851 îi apare lucrarea The Temperature of the Seasons (Temperatura anotimpurilor).
Se stinge din viață la vârsta de 72 de ani, la Edinburgh.

## Lucrări publicate
- The Philosophy of Zoology (1822)
- A History of British Animals (1828)
- The Temperature of the Seasons (1851)

## Abreviere taxonomică
Abrevierea Fleming este abrevierea folosită în taxonomie pentru a îl indica pe John Fleming ca autoritate în descrierea și clasificarea științifică zoologică.